# La Lande-de-Lougé
La Lande-de-Lougé település Franciaországban, Orne megyében. Lakosainak száma 57 fő (2022. január 1.). La Lande-de-Lougé Les Yveteaux, Lougé-sur-Maire, Montreuil-au-Houlme és Putanges-le-Lac községekkel határos.

## Népesség
A település népességének változása:
| Lakosok száma | 48   | 48   | 49   | 51   | 53   | 54   | 55   | 57   |
|               | 2013 | 2015 | 2017 | 2018 | 2019 | 2020 | 2021 | 2022 |